# Tancredi Pasero
Tancredi Pasero (Turin, 11 janvier 1893 - Milan, 17 février 1983) est une basse italienne, tenu comme l'une des plus belles voix de basse du XXe siècle.

## Biographie
Tancredi Pasero étudie dans sa ville natale avec Arturo Pessina, et y débute en 1917, dans le rôle du Ramphis dans Aida, et l'année suivante parait à Vicence en Rodolphe de La sonnambula.
Il débute à La Scala de Milan en 1920, où il chantera régulièrement jusqu'en 1951. Il chante alors dans toute l'Italie, et entame une carrière internationale qui le mène à Munich, Berlin, Bruxelles, Paris, Barcelone, ainsi qu'à New York au Metropolitan Opera, où il chante de 1929 à 1934.
Il excelle dans les rôles de basses nobles, notamment Oroveso, Giorgio, Raimondo, Baldassare, Walter, Ferrando, Procida, Padre Guardiano, Philippe II, Ramphis, Alvise, Mefistofele, mais aussi Sarastro, Boris Godounov, Méphisto, et certains rôles wagnériens (Roi Mark, Titurel, etc.).
Pasero participe à quelques reprises importantes tels Mosè in Egitto, Semiramide, La Vestale, Poliuto, ainsi qu'à des créations tels Il Re, Nerone, Orseolo, Re Hassan.